# Manfredo Manfredi
Pour les articles homonymes, voir Manfredi.
Manfredo Manfredi (en italien : [maɱˈfreːdo maɱˈfreːdi]  né à  Plaisance le 16 avril 1859, et mort dans la même ville le 13 octobre 1927, est un architecte italien.

## Biographie
En 1880, Manfredi a commencé ses études à l'Académie des Beaux Arts de Rome . En 1884, il s'est classé deuxième dans le concours d'architecture pour le monument  Altare della Patria,  à l'honneur de Victor-Emmanuel II. Lorsque l' architecte Giuseppe Sacconi est mort en 1905, Manfredi, Gaetano Koch et Pio Piacentini sont chargés de superviser l'achèvement du monument,.
Manfredi a participé à la fondation de la Scuola Superiore di Architettura à Rome et a été son directeur de 1908 à 1920. Il a également été impliqué en politique et élu membre du Parlement de la République italienne entre 1909 et 1919.

## Parmi les projets notables
- Palais du Viminal.
- Monument de l'Indépendance du Brésil avec Ettore Ximenes  , à São Paulo (1922).
- Tombeau de Victor-Emmanuel au Panthéon de Rome.
- Pavillons italiens ,  expositions universelles de Chicago (1893), Anvers (1894) et Paris (1900).
- Phare du Janicule.
- Monument aux morts garibaldiens à Caserte.

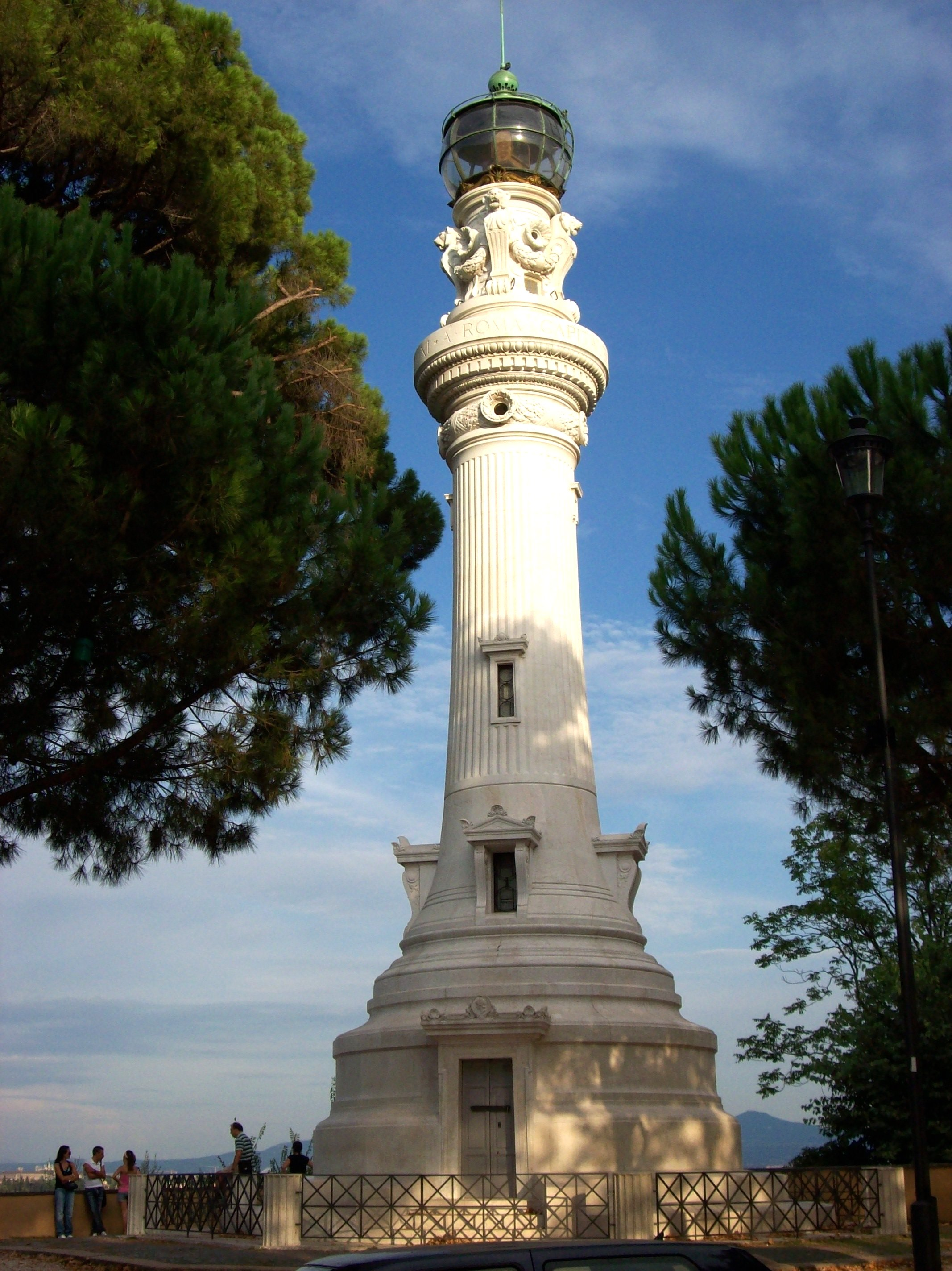
Phare du Janicule.
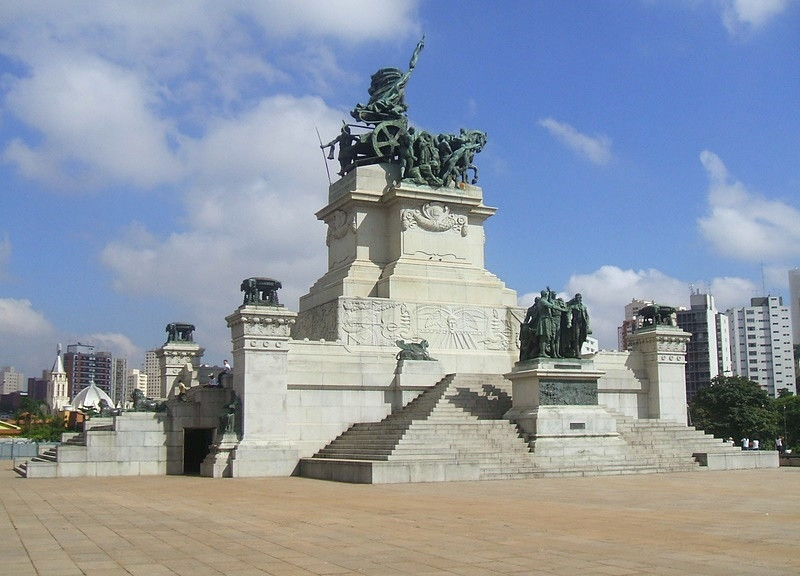
Monument de l'Ipiranga.
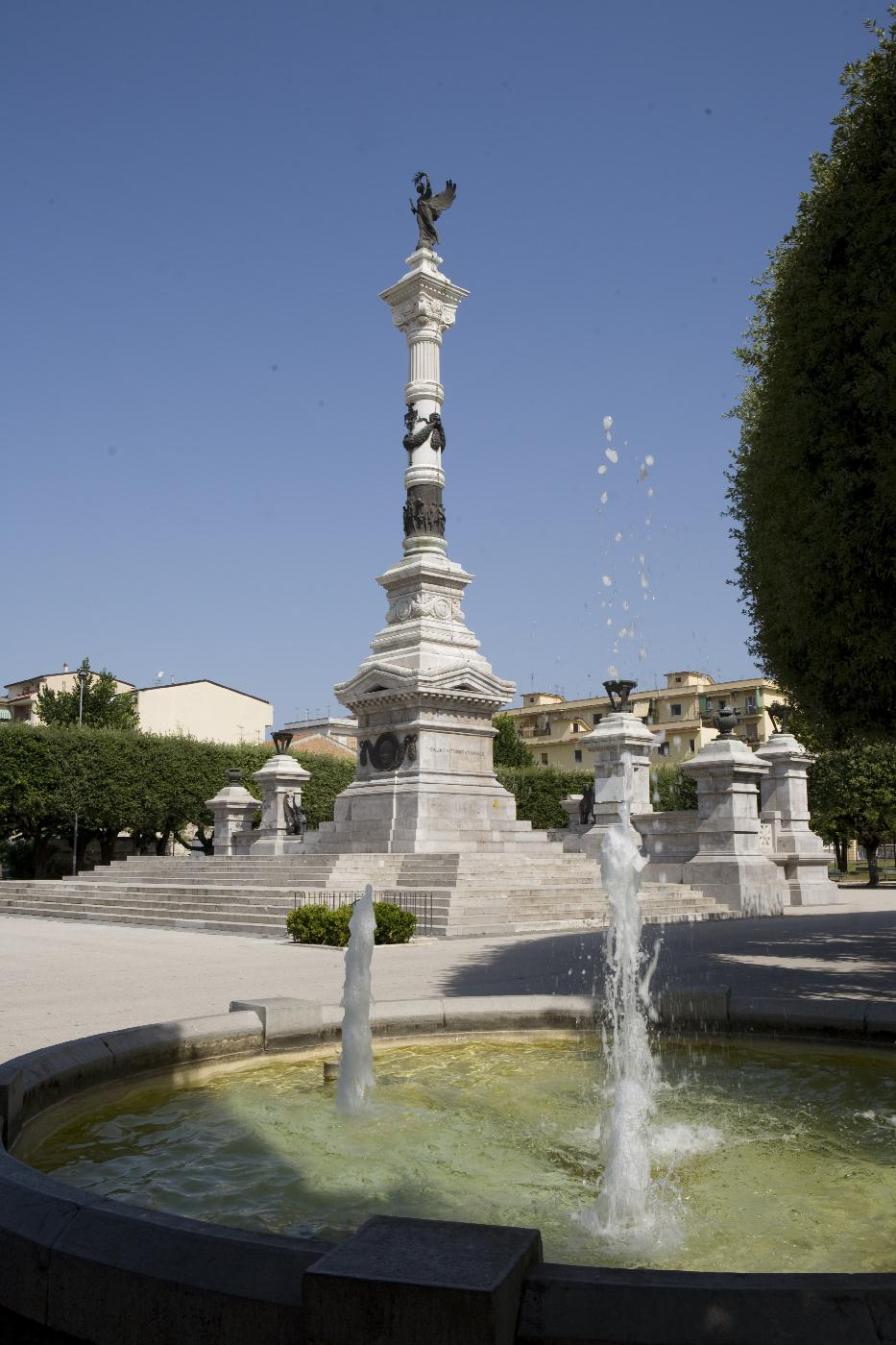
Monument aux morts garibaldiens à Caserte.